# Museum der Stadt Löhne
Das Museum der Stadt Löhne ist ein regionalgeschichtliches Museum in der ostwestfälischen Stadt Löhne in Nordrhein-Westfalen. Es wurde 1984 auf Initiative des Heimatvereins Löhne e.V. als Heimatmuseum Löhne gegründet. Seit 2004 wird es als Städtisches Museum hauptamtlich geleitet.  

## Geschichte
1984 wurde das Museum in den Räumen einer ehemaligen Schule eröffnet.
1992 wurde durch den originalgetreuen Wiederaufbau eines Zigarrenmacherhauses aus Obernbeck (erbaut 1871) sowie 1995 eines Fachwerkspeichers aus Melbergen (erbaut 1808) ein Gebäudeensemble geschaffen.
Der erste Leiter des Museums war der erste Vorsitzende des Heimatvereins Löhne Karl Sieveking. Nach ihm waren Johannes Henke (ebenfalls Heimatverein) und Joachim Kuschke (Stadtarchivar in Löhne) verantwortlich. 2019 übernahm Sonja Voss die Leitung des Museums.
2022 wurde das Museum von Heimatmuseum Löhne in Museum der Stadt Löhne umbenannt.

## Beschreibung
Themenbereiche des Museums sind: 
- Entwicklung und Entstehung der Stadt Löhne, Darstellung der Siedlungsgeschichte und wichtiger Erwerbszweige
- Eiszeit, u. a. Mammut-Knochen aus der Weichsel-Kaltzeit
- Frühe Spuren, Funde aus der Jungsteinzeit bis ins Mittelalter, darunter ein 7,7 m langer Einbaum aus dem sechsten Jahrhundert n. Chr.
- Landleben, Einrichtungsgegenstände bäuerlicher Höfe
- Rumspinnen und Blaumachen, Spinnmaschinen aus dem 18. und 19. Jahrhundert
- Erweckungsbewegung, Originaltrachten aus dem 19. Jahrhundert
- Zigarrenindustrie, Heimarbeitsplätze aus dem 19. Jahrhundert
- Gottfried, Friedrich und Dietrich Schäffer, Fotografien des über drei Generationen geführten Fotoatelier
- Holzhandwerk und Möbelindustrie, Themenraum Holz mit Werkzeug, Katalogen und Möbel
- Eisenbahn, Exponate aus dem im 19. und Anfang des 20. Jahrhunderts wichtigsten Eisenbahnknoten Nordwestdeutschlands

## Galerie

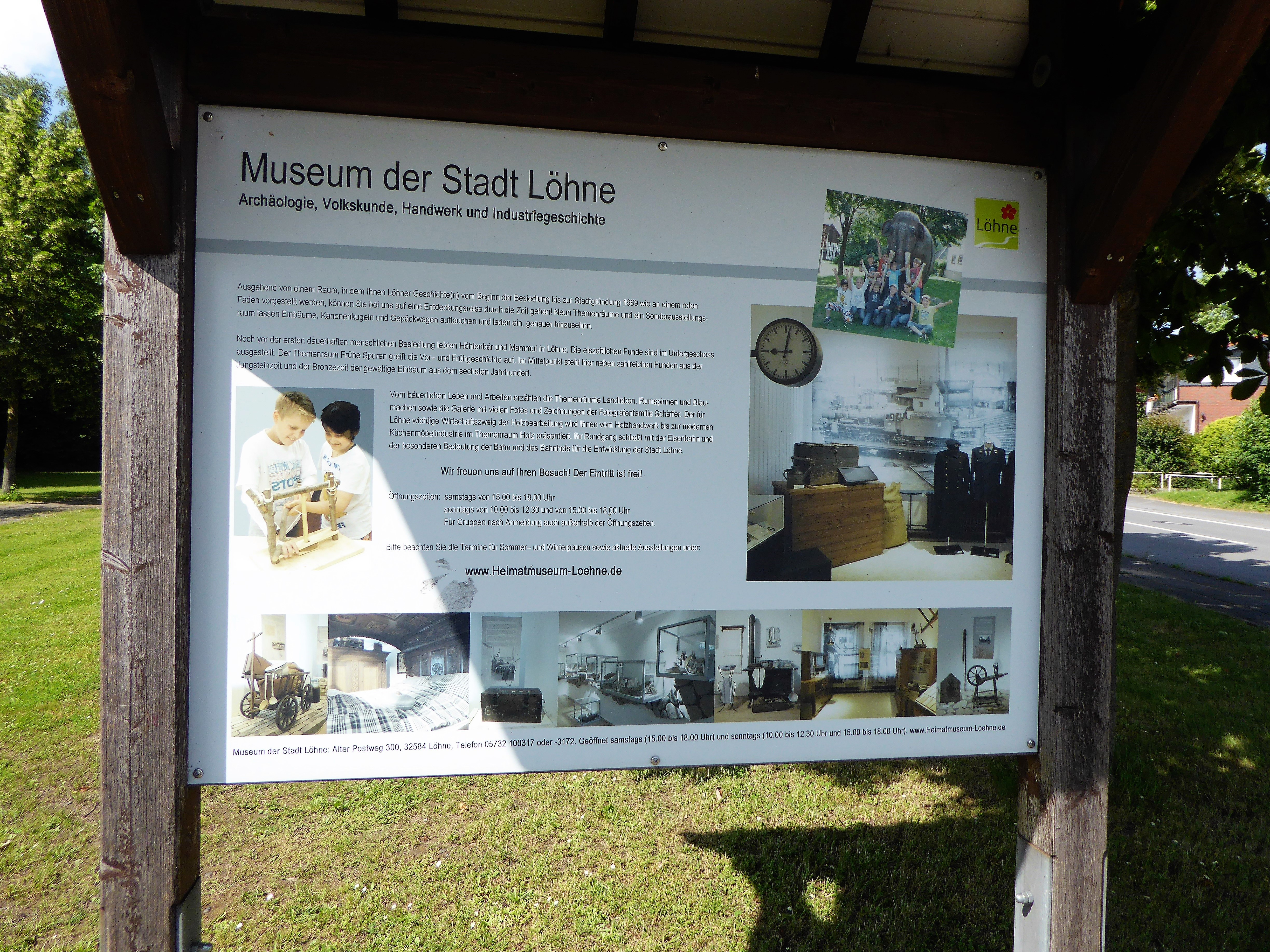
Hinweistafel
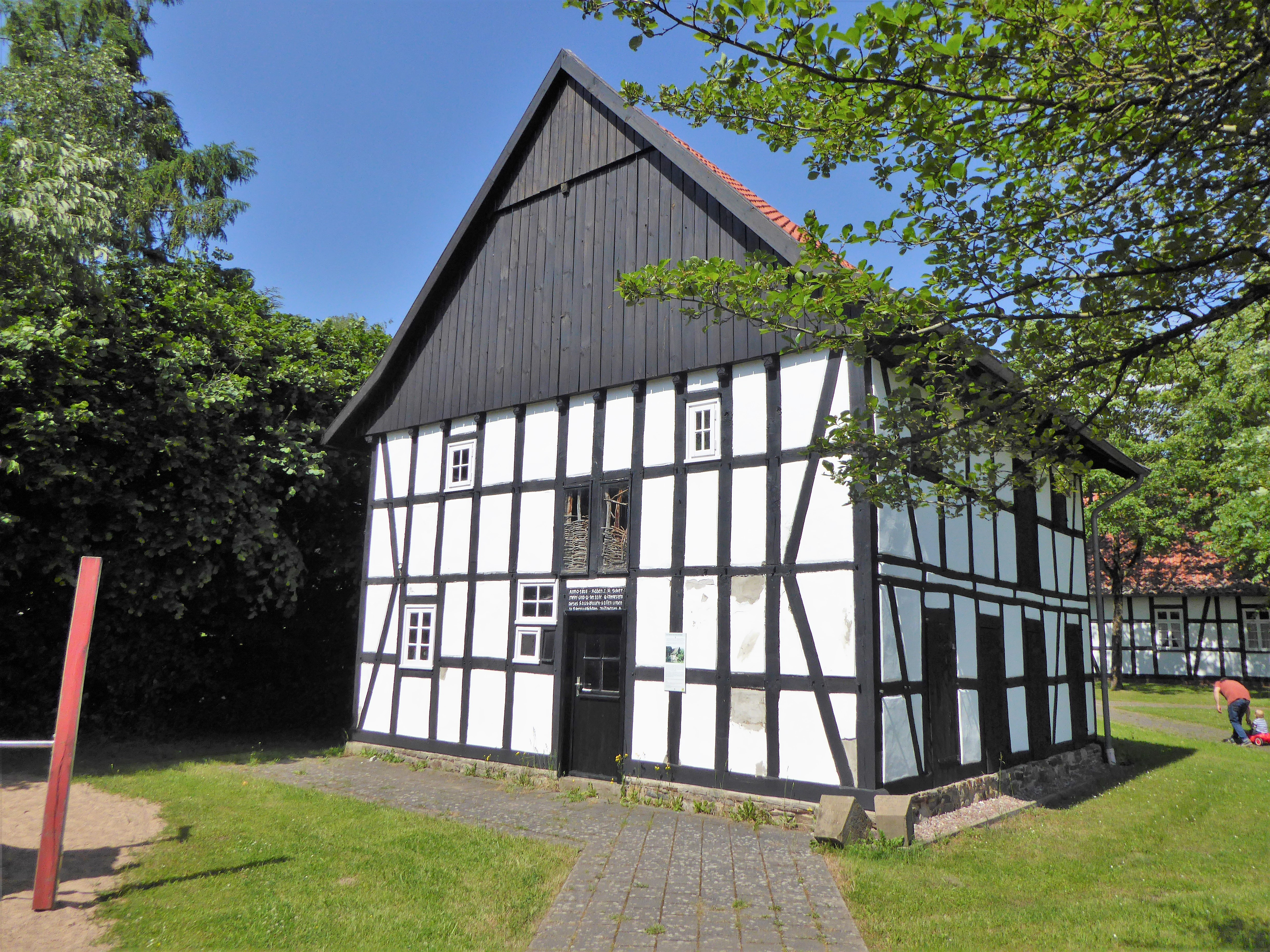
Fachwerkspeicher (aus dem Jahre 1808)
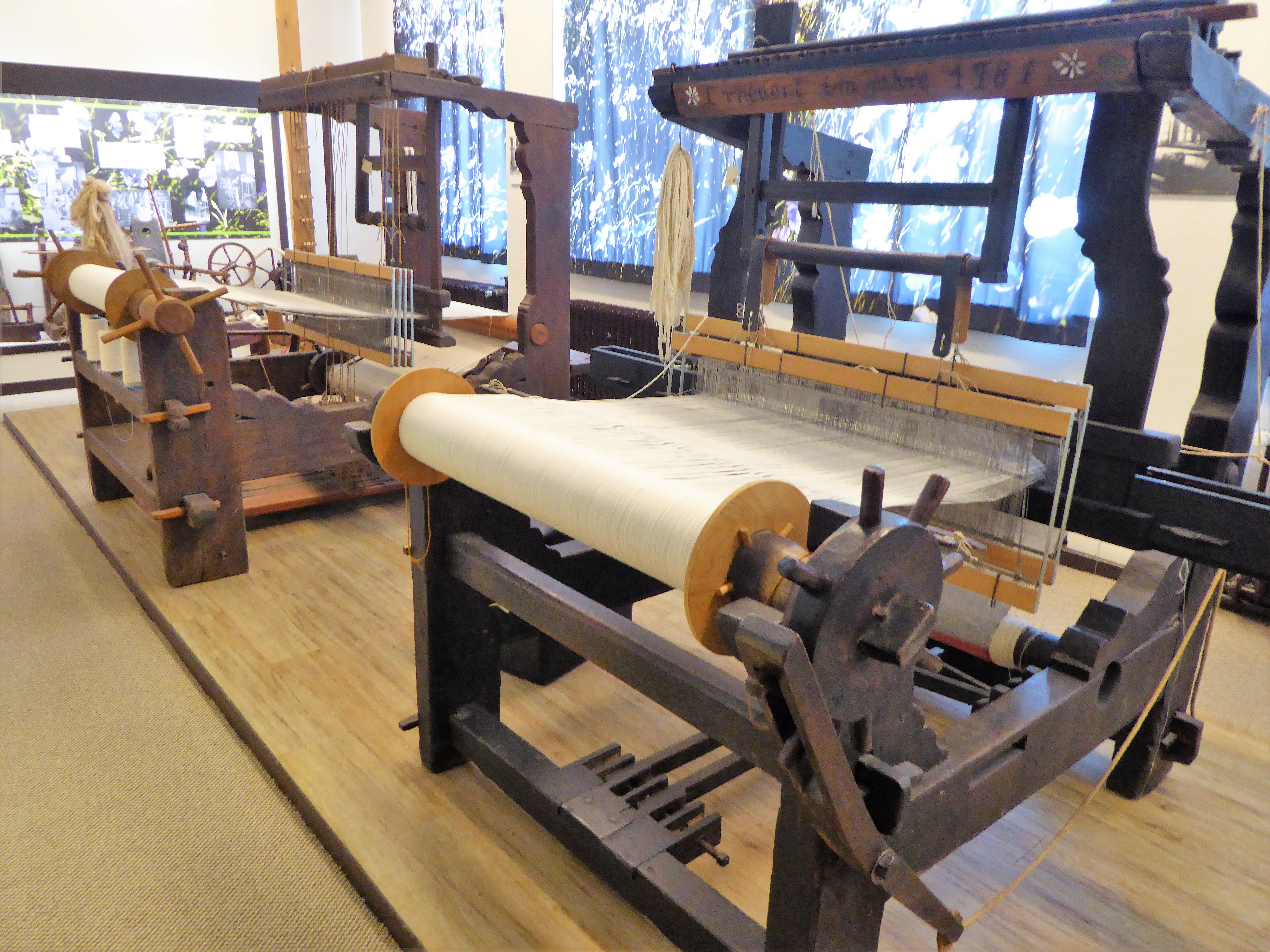
Spinnmaschinen
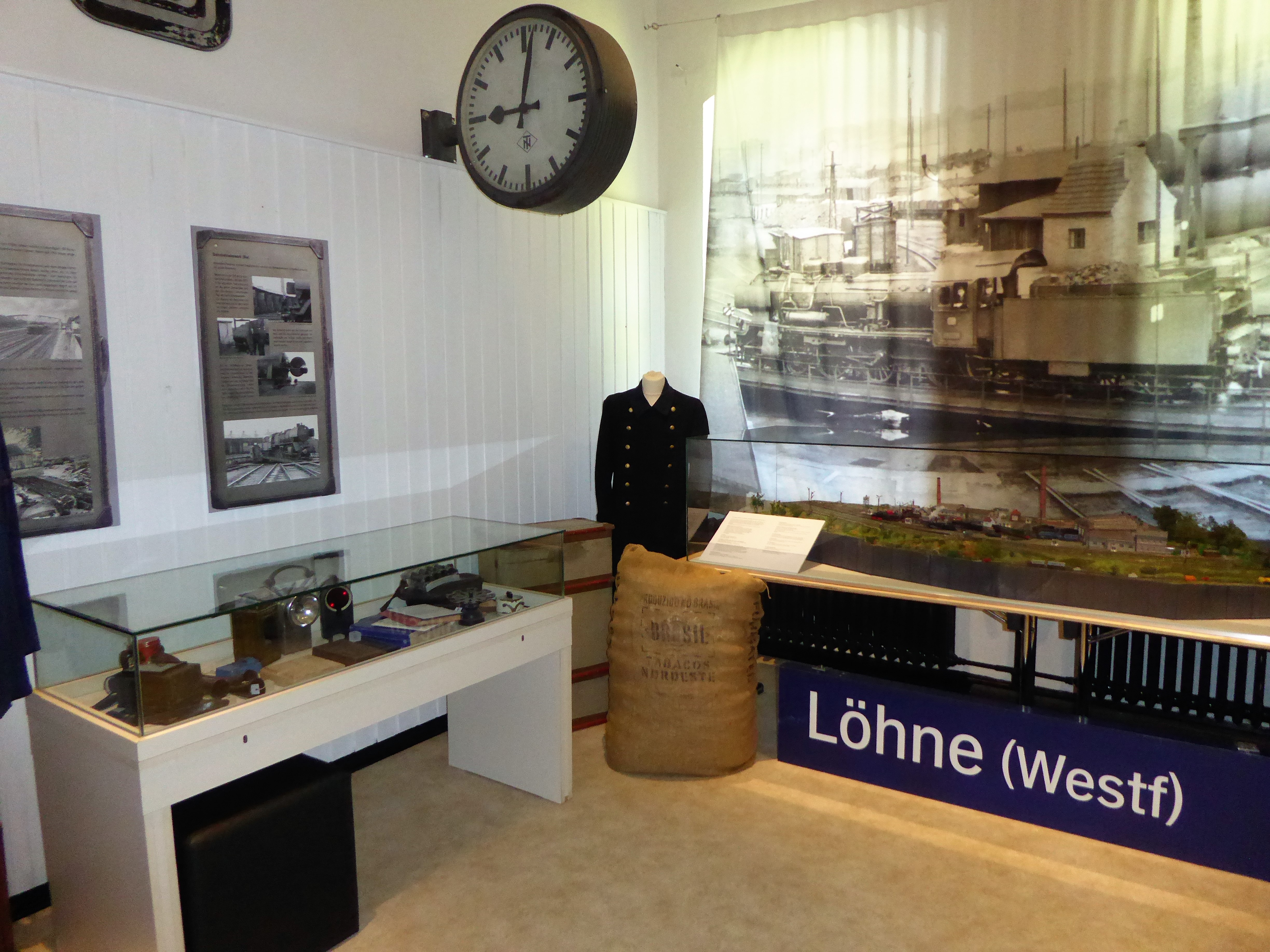
Themenraum Eisenbahn
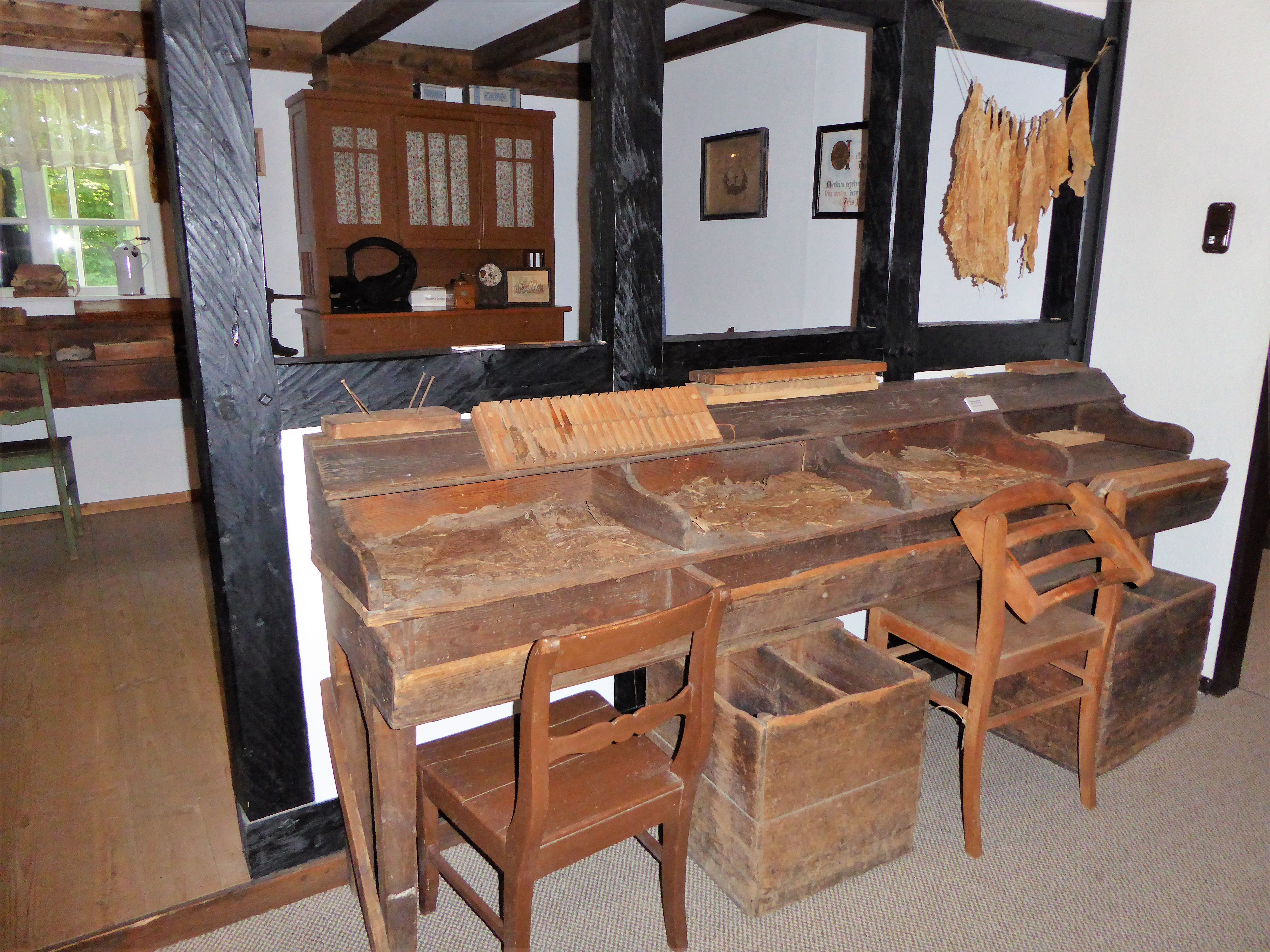
Fabriktisch Zigarrenindustrie
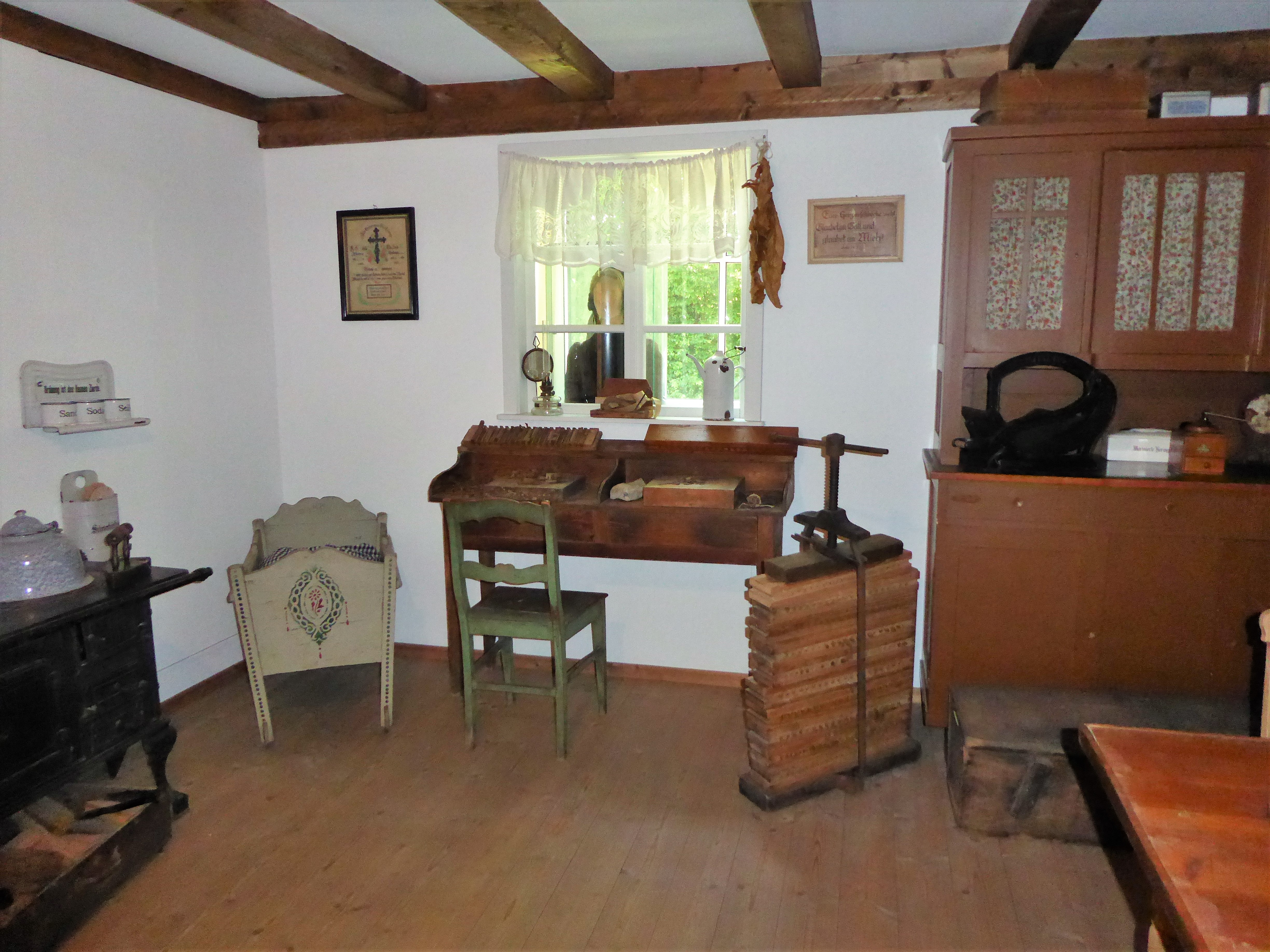
Arbeitsplatz Zigarrenmacher
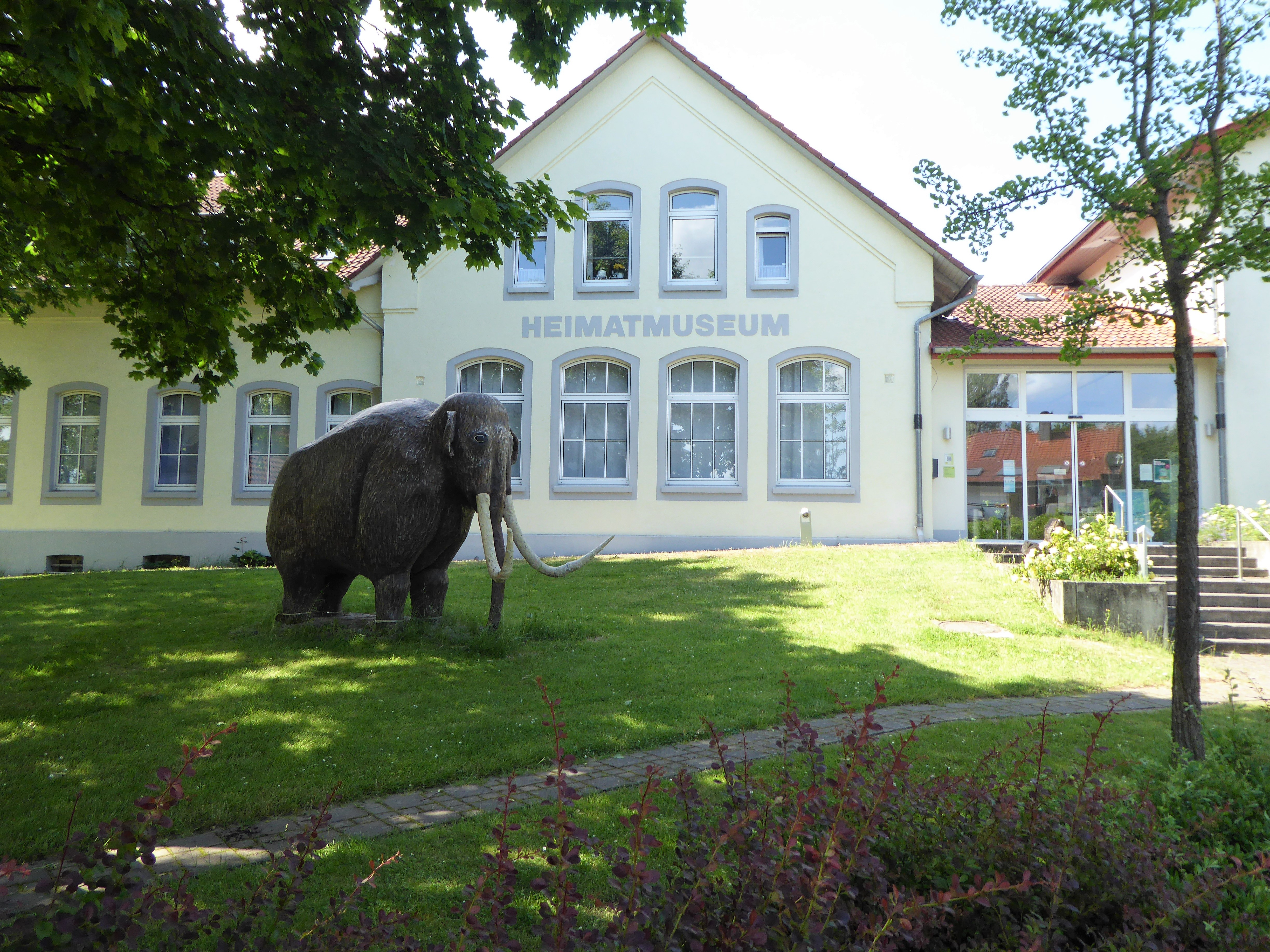
Gebäude von außen mit Mammut als Wahrzeichen (2021)